# Brachyglenis dinora
Brachyglenis dinora är en fjärilsart som beskrevs av Bates 1866. Brachyglenis dinora ingår i släktet Brachyglenis och familjen Riodinidae. Inga underarter finns listade i Catalogue of Life.